# Blokkade (film)
Blokkade is een Nederlandse film uit 1934 onder regie van Willem van der Hoog.

## Verhaal
De film speelt zich af in de jaren 50. Nederland levert wapens aan Paruma, een land dat zich in oorlog bevindt. Om die reden dreigt de Volkenbond, in de hoop er een einde aan te maken, een blokkade te plaatsen in Nederland. Ondertussen is de chef van de geheime dienst van Nederland achter consul Charkof van Paruma aan, een wapensmokkelaar. Een lange achtervolging begint, waarbij het resultaat de bevrijding van Nederland kan betekenen.

## Rolbezetting
| Acteur            | Personage                  |
| ----------------- | -------------------------- |
| Louis de Vries    | Richard Smitson            |
| Liesje van Santen | Lizzy                      |
| Lou den Hartogh   | Harry                      |
| Jacques Reule     | Consul Charkof from Paruma |
| Annemarie Barbas  |                            |
| Elsie Keppler     | Dienstmeisje van Smitson   |
| Bettie Brent      |                            |
| Chiel de Boer     |                            |
| Hans Bruning      |                            |

## Achtergrond
Blokkade is de enige Nederlandse film uit de jaren 30 waar geen buitenlanders aan hebben meegewerkt. De filmmakers zagen het als een experiment om een film te maken die anders is dan het gebruikelijke materiaal in Nederland. Het genoot echter geen commerciële succes. Tegenwoordig is de film vermist. Het Nederlands Filmmuseum bezit slechts enkele filmfragmenten, gedoneerd door filmmaker Willem Bon.